# Trybuchowce (hromada Trybuchowce)
Trybuchowce (ukr. Трибухівці, Trybuchiwci) – wieś na Ukrainie, w obwodzie tarnopolskim, w rejonie czortkowskim. Przez wieś biegnie rzeka Olchowiec, lewy dopływ Strypy.
Wieś liczy około 3700 mieszkańców i jest jedną z największych wsi obwodu tarnopolskiego. Przez miejscowość przechodzi droga terytorialna T2001.

## Historia

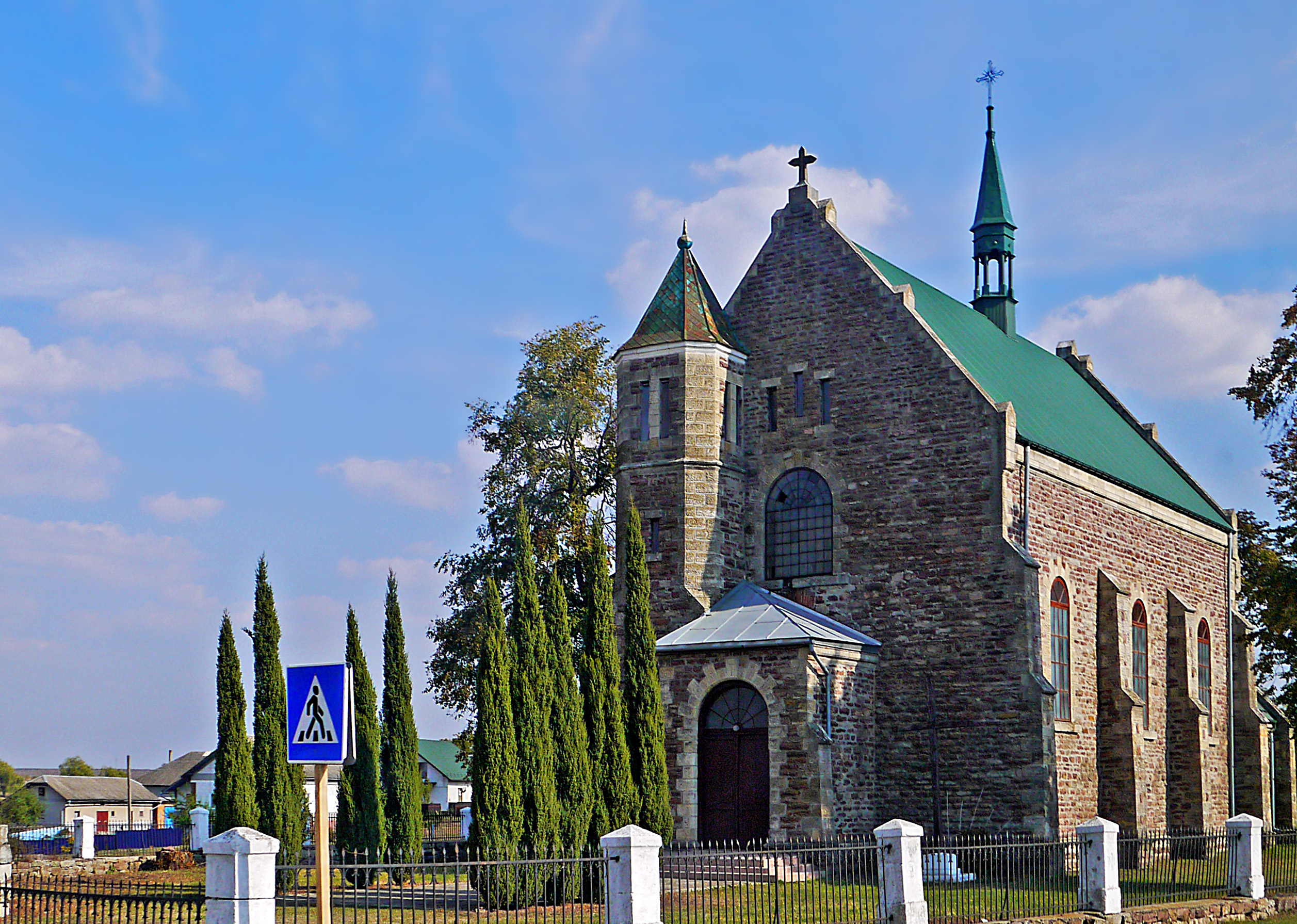
Kościół w Trybuchowcach

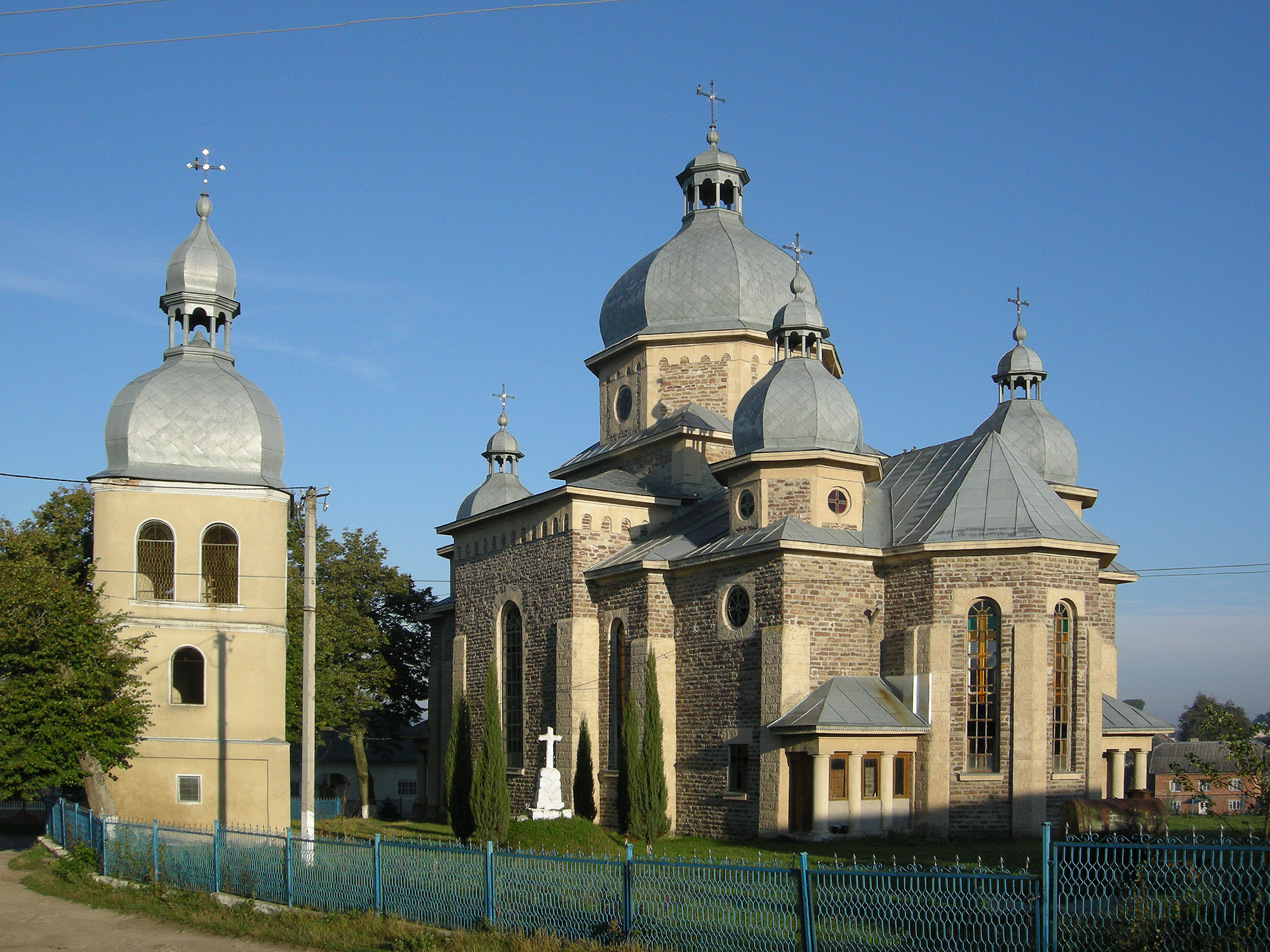
Cerkiew św. Paraskiewy we wsi

W 1611 Jerzy Wojciech Buczacki-Tworowski sprzedał właścicielowi Buczacza, Podhajec i Czortkowa Stanisławowi Golskiemu wsie Góra, Żyznowiec, Trybuchowce, Mezańce, Soroka, Pilatówka. Według rozgraniczenia z 1680 wieś znajdowała się w województwie ruskim. Część granicy pomiędzy województwami podolskim i ruskim przechodziła na południe od Trybuchowiec i Dżuryna – między tymi wsiami oraz Ćwitową i Pomorcami.
Na mapie von Miega wieś wzmiankowana jako Tribuchowce
Właścicielem wsi w roku 1810 był hrabia Ignacy Adam Krasicki z Siecina herbu Rogala (1767-1844), numizmatyk, który stale zamieszkiwał w Stratyniu.
W latach 1858, 1859, 1860 wieś wchodziła w skład powiatu Jazłowiec w obwodzie czortkowskim, właścicielem dóbr ziemskich Trybuchowce był Zachariasz Krzysztofowicz, wywodzący się z rodziny ormiańskiej.
W 1901 działała gorzelnia Kornela Horodyskiego. W 1903 dzierżawcą dóbr we wsi był Marek Bieder.
W II Rzeczypospolitej miejscowość była siedzibą gminy wiejskiej Trybuchowce w powiecie buczackim województwa tarnopolskiego.
W czasie okupacji niemieckiej mieszkająca tutaj ukraińska rodzina Kozaków ukrywała Żydów, za co w 2012 roku Instytut Jad Waszem uhonorował tytułami Sprawiedliwych wśród Narodów Świata Iwana i Paulinę Kozaków.
Od 1947 wieś jest siedzibą rady wiejskiej. Od 2016 jest siedzibą hromady wiejskiej Trybuchowce.
20 listopada 2015 odbyło się uroczyste otwarcie hali wyposażonej w 3-ścieżkową linię sortowniczą wyprodukowaną i zainstalowaną przez firmę Sorter z Radomia. Jako goście honorowi obecni byli Konrad Grzeszczyk, właściciel Sortera, Wicepremier Ukrainy, Ambasador Kanady na Ukrainie Roman Waszczuk, przewodniczący obwodów tarnopolskiego (Stepan Barna) i winnickiego.

## Zabytki
- Kościół rzymskokatolicki p.w. Matki Boskiej Nieustającej Pomocy (autor projektu – Jan Tarczałowicz (1869—1923, pochowany na Cmentarzu Rakowickim w Krakowie[20]), dyrektor szkoły przemysłowej w Buczaczu, wykonał projekt kościoła bezpłatnie[21]), częściowo zrujnowany w okresie Ukraińskiej SRR po wysiedleniu z tych ziem Polaków, m.in. stracił niemal całe wyposażenie, pierwotne sklepienie nawy, szczyt kruchty[22], wyremontowany po upadku ZSRR z inicjatywy polskiego duchownego i działacza kresowego ks. Ludwika Rutyny.
- pałac, murowany, rozległy pałac wybudowany pod koniec XIX w. przez Kornela Horodyskiego. Obiekt posiadający akcenty neogotyckie wysadzony został przez Niemców w 1944 r.[23]
- Cerkiew pw. św. Paraskewy (1847, przebudowana w 1994 roku, kamień; znana również jako Cerkiew na Otynówce, UGCC);
- Cerkiew pw. Zwiastowania (XVI–XVII wieku, drewniana, znana również jako Cerkiew na Borszczówce);
- Cerkiew pw. Wniebowzięcia NMP (1926, kamienna, znana również jako Cerkiew na Zawadynie).

## Oświata
- Agrocollege w Buczaczu przy ul. Wynnyczenki 2
- Średnia szkoła ogólnokształcąca I–III stopni, otwarta w 1954 (obecnie przy ul. Hruszewskiego 1)[24]

## Ludzie związani z Trybuchowcami
- Kornel Horodyski (1904-1940)  – syn Franciszka[25], właściciel ziemski, zamordowany przez NKWD w 1940[26][27]
- ks. Józef Tomaszewski – administrator parafii, katecheta, w miejscowej szkole[28]
- Maria Łapińska – nauczycielka w miejscowej szkole, w 1937 przeniesiona do szkoły we wsi Hamernia[29]
- Władysław Szklarz (ur. 9 grudnia 1923 w Trybuchowcach[30], zm. 10 października 2013 we Wrocławiu[31]) – dr nauk technicznych, inżynier[30], Honorowy Obywatel Miasta i Gminy Wiązów[32], prezes Oddziału Buczacz Towarzystwa Miłośników Lwowa i Kresów P-W